# Apolo (aplicación)
Apollo para Reddit, generalmente abreviado como Apollo, fue un cliente de Reddit de terceros para iOS. Fue desarrollado por el programador canadiense Christian Selig, ex becario de Apple. Se lanzó el 23 de octubre de 2017 y cesó sus operaciones el 30 de junio de 2023, cuando los nuevos y controvertidos precios de la API de Reddit hicieron casi imposible que Selig financiara la existencia continua de la aplicación.

## Uso y diseño
Apollo se creó teniendo en cuenta las pautas oficiales de Apple para aplicaciones de iOS, luciendo un diseño intuitivo basado en gestos. Los comentarios de las cuentas nuevas de Reddit se resaltaban para ayudar a los usuarios a identificar troles, y los comentarios del bot de moderación AutoModerator se podían ocultar. El editor de texto de Apollo también era compatible con Markdown, facilitando el formateo de texto. Una criatura virtual similar a un Tamagotchi, conocida como Pixel Pals, se posaba sobre el recorte de la pantalla del iPhone 14 Pro en la aplicación. Para iOS 16, Apollo se actualizó para incorporar widgets en la pantalla de bloqueo.
En comparación con la aplicación oficial de Reddit, Apollo se distinguía por ofrecer una experiencia libre de anuncios para usuarios que no pagaban. Sin embargo, la personalización de los controles de gestos, la posibilidad de iniciar sesión con múltiples cuentas y la función de publicación se reservaban para aquellos que adquirieran "Apollo Pro", una licencia única con un costo de $5 USD. Los usuarios que buscaban aún más opciones podían optar por "Apollo Ultra", un plan de suscripción mensual de $1 USD que incluía notificaciones automáticas y temas personalizados. En mayo de 2022 la aplicación recibió una importante actualización que cambiaba por completo la experiencia de las notificaciones, como alertas para publicaciones populares.

## Historia

### Lanzamiento
En octubre de 2014, Reddit adquirió Alien Blue, un cliente de Reddit de terceros para iOS. Alien Blue se retiró de App Store y Google Play Store en abril de 2016; a su paso, Reddit anunció su propia aplicación. El ex becario de Apple Christian Selig, que buscaba emular a Alien Blue, anunció Apollo el 23 de octubre de 2017, después de dos años de desarrollo. Usó la popularidad de la aplicación para recaudar fondos para recaudar CA$27,335 para la Sociedad para la Prevención de la Crueldad de Nueva Escocia para su cumpleaños número 26 en julio de 2019.

### Cambios y apagado de la API de Reddit
El 18 de abril de 2023, Reddit anunció que cobraría a las empresas por el acceso a su interfaz de programación de aplicaciones (API). El CEO de Reddit, Steve Huffman, le dijo a The New York Times que "el corpus de datos de Reddit es realmente valioso". El 31 de mayo, Selig anunció en Reddit que Reddit planea cobrar US$12 000 por 50 millones de solicitudes; en abril, Apolo hizo 7 mil millones de solicitudes, llegando a US$1,7 millones por mes o US$20 millones al año. La decisión amenaza la longevidad de Selig, quien no tiene "ese tipo de dinero" ni sabe cómo pagarlo. Los cambios de la API tendrán lugar el 19 de junio. La decisión de limitar el acceso al "contenido para adultos" dentro de la API de Reddit también podría afectar a Apollo.
El 8 de junio, Selig anunció que Apollo dejaría de desarrollarse y cerraría el 30 de junio a través de su cuenta de Twitter y una publicación de Reddit. Selig alegó que Huffman les dijo a los empleados que intentó chantajear a la empresa por US$10 millón. Apollo, Sync y BaconReader se cerraron el 30 de junio.

## Recepción
Lifehacker calificó a Apollo como la mejor aplicación de Reddit para iOS en 2022. Vice la calificó como la mejor aplicación de Reddit en 2023. TechCrunch lo llamó "hermoso, limpio y moderno" en 2017.
La aplicación Apollo fue elegida como una de las aplicaciones de "elección de los editores" de Apple.